# Topf und Söhne
J.A. Topf e Hijos (en alemán: J.A. Topf und Söhne) fue una empresa de ingeniería alemana que diseñó y construyó los hornos de incineración (crematorios) utilizados por los nazis en los campos de concentración y de exterminio durante el Holocausto, incluyendo Auschwitz-Birkenau, Buchenwald, Belzec, Dachau, Mauthausen y Gusen. En total, Topf construyó 66 hornos crematorios en diferentes campos, de los cuales 46 solo operaron en Auschwitz.

## Fundación

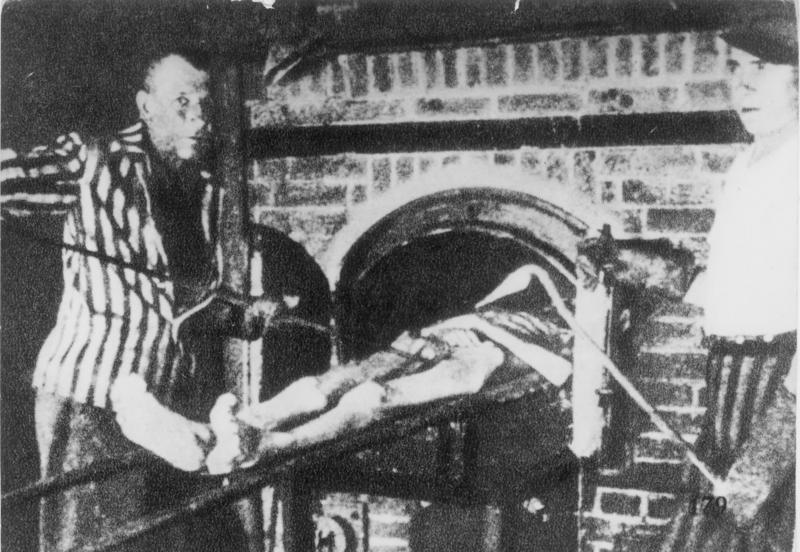
Crematorio en funcionamiento en Dachau.

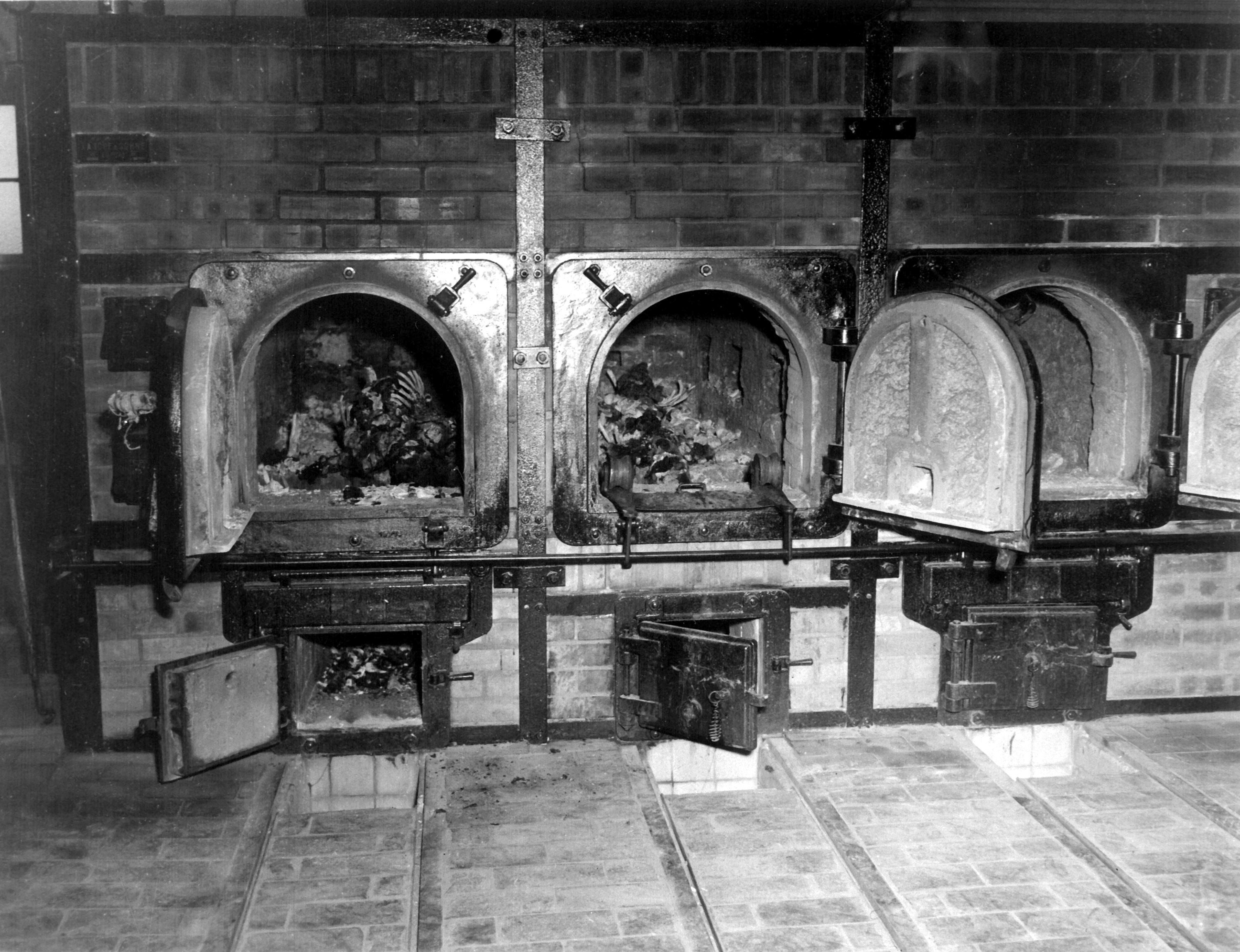
Crematorio de Buchenwald.

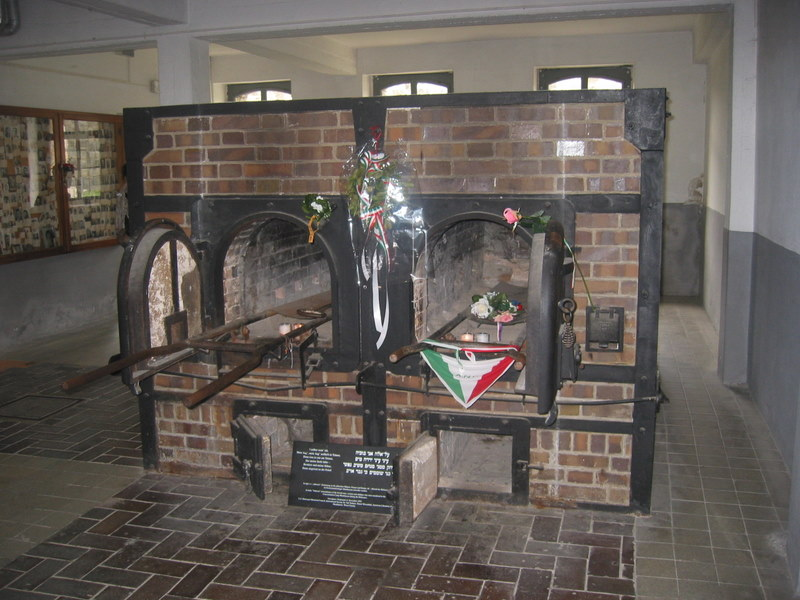
Crematorio de Mauthausen.

Topf e Hijos fue fundada en 1878, en Erfurt, como una empresa fabricante de incineradores a medida y equipos de malteado. La firma estaba cerca de la colina Ettersberg, más tarde el sitio de campo de concentración de Buchenwald. Con la expansión de la cremación en Alemania como un rito de enterramiento en la década de 1920, el ambicioso ingeniero jefe de la empresa Kurt Prüfer fue pionero en réplicas que se ajustaron a las regulaciones gubernamentales estrictas establecidas en 1934 en la preservación de la dignidad del cuerpo. La llama viva no podía entrar en contacto con el ataúd, y la cremación era sin humo y sin olor.

## Participación en el Holocausto
En 1939, a raíz de un brote masivo de tifus de Buchenwald, Topf e Hijos fueron contactados por funcionarios del partido nazi que buscaban una respuesta para hacer frente a la gran cantidad de muertos como resultado de este brote. Topf e Hijos colocan un horno de incineración móvil a disposición del campamento. El dispositivo era comparable a un tipo de horno utilizado en la agricultura para la incineración de los cadáveres de animales y ya en la gama de productos de la compañía. Este incinerador móvil fue reemplazado más tarde con una construcción permanente, que era a la vez más grande, y más eficiente; ser capaz de manejar el doble de la carga de la incineradora anterior. Después de 1939, y la demostración o "prueba de concepto" de que la empresa podría diseñar un incinerador que manejar un gran número de cadáveres, los funcionarios nazis se contrajeron aún más Topf e Hijos para proporcionar los hornos de incineración similares para los campos de concentración de Belzec, Dachau, Mauthausen, Gusen, y grandes incineradores industriales especialmente diseñados para el campo de concentración de Auschwitz.
La empresa sabía para lo que sus incineradores eran utilizados, después de numerosas visitas a Auschwitz y Dachau. De hecho, Kurt Prüfer, el diseñador original de los hornos afirmó durante su interrogatorio por parte de funcionarios rusos: "He sabido desde la primavera de 1943 que seres humanos inocentes estaban siendo liquidados en cámaras de gas de Auschwitz y que sus cadáveres eran incinerados posteriormente..."
Además, él mismo visitó Auschwitz no menos de cinco veces, durante la construcción y operación de los incineradores, respondiendo cuando se le preguntó al respecto del número de sus visitas: "Cinco veces: la primera vez era el comienzo de 1943, para recibir las órdenes del Comando SS, donde se iban a construir los incineradores; la segunda vez en la primavera de 1943 para inspeccionar el sitio de construcción. La tercera vez fue en el otoño de 1943 para inspeccionar una falla en la construcción de una chimenea; la cuarta vez a principios de 1944, para inspeccionar la chimenea reparada. La quinta vez en septiembre-octubre de 1944, cuando visité Auschwitz en relación con el traslado previsto [de] Auschwitz 'de las réplicas, ya que el frente de batalla se está acercando. No fueron reubicados debido a que no había suficientes trabajadores..."

## Postguerra

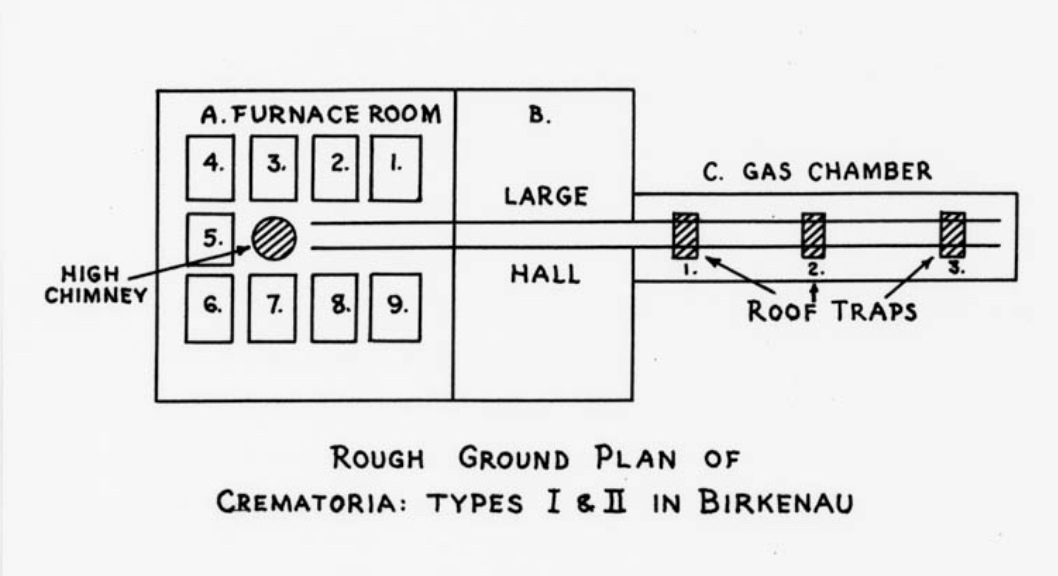
Diagrama derivado del Reporte Vrba–Wetzler, mostrando a trazos crudos el diseño de los hornos crematorios usados en Auschwitz, uno de los más recordados campos de concentración nazi en la Polonia ocupada.

En el último año de la guerra, Kurt Prüfer fue detenido por los estadounidenses durante algunas semanas antes de ser liberado. En ese momento fue detenido por los soviéticos, interrogado y luego enviado a un Gulag donde permanecería hasta su muerte en 1952. Ludwig Topf, ejecutivo principal de la empresa durante la guerra, se suicidó en 1945. Su hermano, Ernst-Wolfgang huyó a Alemania Occidental y fue llevado a juicio por los estadounidenses. Afirmó ser inocente, alegando que no sabía a lo que estaban destinados los incineradores y volcó toda la culpa sobre su hermano Ludwig y Prüfer. Más tarde creó otra empresa incineradora que sobrevivió hasta 1963, cuando quebró.